# Déclaration sur le droit fondamental aux médicaments essentiels
Déclaration de Doha
La Déclaration de Montréal sur le droit fondamental aux médicaments essentiels pose l’accès aux traitements pharmaceutiques essentiels comme un « droit fondamental » même pour les gens qui n’ont pas les moyens de se les payer.
Elle a été rédigée le 30 septembre 2005 par des personnalités du monde académique, de l’Organisation mondiale de la santé (OMS) et des ONG, réunies à l’Université de Montréal, pour une conférence internationale sur « Les droits fondamentaux et l’accès aux médicaments essentiels : Quel pas en avant ? »
Elle a été adoptée durant la session de clôture de cette conférence.

## Objectif
« Il nous a paru primordial, indique le comité d’organisation de la conférence, de concrétiser cette rencontre internationale par la rédaction d’une déclaration, à ce jour inexistante. La situation actuelle dans les pays pauvres est une offense au droit international, à l’éthique et à la dignité humaine. »
Face à ce constat, la Déclaration de Montréal sur le droit fondamental aux médicaments essentiels vise à mettre la santé au rang des droits fondamentaux les plus impératifs et souligne l’impact majeur de l’accès aux médicaments dans la réalisation de ce droit à la santé. Elle stipule notamment qu’au niveau national et global, les institutions et règles politiques doivent être façonnées de sorte qu’elles mènent à la réalisation du droit aux médicaments essentiels. Les médicaments couverts par ce droit sont ceux qui couvrent les besoins prioritaires en santé des populations, définis selon le processus établi par l’Organisation mondiale de la santé. 
Elle vise en cela à renforcer la Déclaration sur l’Accord sur les ADPIC et la santé publique (ou Déclaration de Doha) à la quatrième session de la Conférence ministérielle de l’Organisation mondiale du commerce (Cycle de Doha, 14 novembre 2001) appuyant les droits des pays de protéger la santé publique et, en particulier, de promouvoir l’accès aux médicaments essentiels pour tous. Elle prône notamment le dépassement des barrières politiques et économiques en postulant l’« innovation en santé comme bien public global ».
Cette déclaration concerne donc tout médicament figurant sur la liste établie par l’Organisation mondiale de la santé et qui traite un problème important de santé publique.

## Lancement
La Déclaration de Montréal a été présentée le 14 novembre 2005 à un groupe de travail de la Commission sur les droits humains de l’ONU, à Genève, puis lancée officiellement en décembre 2005 à l'occasion de la Journée internationale contre le SIDA. 
La Déclaration de Montréal n’a aucune portée légale et aucun gouvernement n’y est assujetti.

## En savoir plus